# Graphotachina sinuata
Graphotachina sinuata là một loài ruồi trong họ Tachinidae.